# Atypopenaeus bicornis
Atypopenaeus bicornis är en kräftdjursart som beskrevs av Racek och Dall 1965. Atypopenaeus bicornis ingår i släktet Atypopenaeus och familjen Penaeidae. Inga underarter finns listade i Catalogue of Life.